# Pouvoir de marché
Le pouvoir de marché correspond à l'aptitude d’une entreprise (ou d’un groupe d’entreprises) à relever et maintenir ses prix au-dessus du niveau de concurrence. L'entreprise, est dans ce cas, faiseuse de prix (price maker).
L’exercice d’un pouvoir de marché (qualifiée également de pouvoir de monopole) se traduit par une moindre production et une perte de bien-être économique. Le pouvoir de marché, ses manifestations, les stratégies qui y conduisent, la manière de le contrôler sont les questions centrales de l’économie industrielle.

## Historique
À titre d'exemple, au début du XXe siècle aux États-Unis, « le pouvoir de marché de compagnies comme Swift, Standard Oil, American Tobacco, American Sugar Refining Company (en) ou US Steel leur permettaient d'augmenter les prix qu'elles facturaient pour les denrées alimentaires, l'acier, le tabac, le sucre ou le pétrole ». Pour y mettre fin l'état a mis en œuvre les lois antitrust édifiées dès le XIXe siècle (New York Telegraph Act, Sherman Antitrust Act, Clayton Antitrust Act).
Une entreprise emblématique, démantelée en janvier 1982 est AT&T, opérateur de télécommunications.

Au XXIe siècle, 

« les conséquences potentielles de pouvoir de marché que détiennent les nouveaux  géants du numérique sont plus vastes et plus pernicieuses que tout ce qui a pu exister au début du 20e siècle »

Selon un rapport accablant de la Chambre américaine des représentants a publié en octobre 2020 : « En contrôlant l’accès aux marchés, ces géants peuvent choisir les gagnants et les perdants dans toute notre économie [...] Non seulement ils exercent un pouvoir énorme, mais ils en abusent en facturant des frais exorbitants, en imposant des conditions contractuelles oppressives et en extrayant des données précieuses des personnes et des entreprises qui comptent sur eux. »

Joseph E. Stiglitz fait remarquer qu'au début 21eme siècle, la concentration en œuvre dans de nombreux secteurs entraîne l'expansion du pouvoir de marché aux États-Unis « choix limités qui sont offerts pour la télévision par câble, l'accès à internet, les services de téléphonie. Trois compagnies ont une part de marché  de 89% dans les réseaux sociaux, de 87% dans les magasins de bricolage, 89% dans la fabrication de stimulateurs cardiaques et de 75% sur la marché de la bière quatre détiennent [...] 76% des revenus des lignes aériennes  intérieures ».
La crise du covid a renforcé le pouvoir de marché de certains secteurs : les compagnies maritimes de marchandises ont pratiqué pendant plus de deux ans, en 2020, 2021, 2022, des prix très hauts en multipliant leurs tarifs par plus de cinq qui géneront des superprofits. Parmi elles CMA-CGM de Rodolphe Saadé a affiché plus de 40 milliards d'euros de profits qui lui ont permis d'investir dans des secteurs diversifiés tels les transports, la logistique, les médias. Chacun des géants du transport maritime Maersk, CMA CGM et MSC ont réalisé plus de 40 milliards de bénéfices sur la période (Avec le retour à la normale du transport maritime, les résultats de ces entreprises ont reculé fortement, avec par exemple un bénéfice net pour Maersk divisé par 13 sur le premier trimestre 2024 par rapport à 2023,).
En conséquence de l'invasion de l'Ukraine par la Russie en 2022, une flambée des cours du pétrole se produit dont vont profiter les entreprises du secteur énergétique. Faisant partie des supermajors qui dominent le marché mondial aux côtés de BP, Exxon, Chevron, Royal Dutch Shell, le cas de TotalEnergies attire l’attention pour la France. Au premier semestre de 2022, la multinationale a enregistré un résultat net de 18,3 milliards d’euros, trois fois plus que l’année précédente à la même époque, qui peuvent être qualifié de superprofits dus à son pouvoir de marché.

## Efficacité sociale et le pouvoir de marché
Dans une relation d’échange, l’efficacité devrait conduire à réaliser toutes les transactions qui génèrent un surplus. Dans ce cas, il s’agit d’une situation d’échange telle que la valeur du bien pour celui qui l’achète est plus élevée que le coût de production. Ainsi, l’efficacité sociale devrait conduire à produire et échanger toutes les unités telles que le coût marginal de production est inférieur ou égal au à la valeur du bien pour l’acheteur, son utilité marginale. Pour la dernière unité échangée, on obtiendrait la règle d’efficacité classique : 
coût marginal de production = utilité marginale de consommation
Cette efficacité est atteinte dans une situation de concurrence pure et parfaite (CPP) où l'entreprise est preneuse de prix (price taker) alors que ce n’est pas le cas en situation de monopole.
Dans une situation de concurrence, c’est‐à‐dire une situation où un acteur (entreprise ou consommateur) pris isolement n’a pas d’influence sur le prix, la règle d’allocation efficace est atteinte. En effet, chaque entreprise faisant face à un prix de marché va produire tant que la valeur privée de cette transaction est positive. Ainsi, elle produit (et vend) tant que son coût marginal est inférieur au prix. Vendre à un prix inférieur au coût de production correspond à renoncer à des occasions de gagner supplémentaires. Vendre à un coût supérieur au prix correspond à une perte nette. Du côté de la demande, les consommateurs achètent le bien tant que la valeur qu’ils accordent à une unité supplémentaire est supérieure à son prix. Acheter à un prix inférieur à l'utilité signifie une sous satisfaction er à un prix supérieur correspond à une perte nette d'utilité. Ainsi, à l’équilibre, on obtient :
coût marginal de production =prix= utilité marginale de consommation
Dans le cas non concurrentiel (pour simplifier une entreprise en monopole sur un marché), cette entreprise fixe seule ses prix. Elle peut bien sûr choisir un prix égal au coût marginal, et obtenir un profit net strictement positif grâce à toutes les unités infra‐marginales pour lesquelles le prix est supérieur au coût de production. Mais elle peut également décider d’augmenter un peu son prix. Ce faisant, il est possible que la demande qui s’adresse à elle diminue mais sa marge sur les unités vendues va augmenter. C’est donc un arbitrage entre quantité et marge que va devoir effectuer ce monopole. Ceci amène le monopole à s’écarter de la règle efficace (celle de la CPP) et à proposer un prix qui s’éloigne du coût marginal.
Pour Joseph E. Stiglitz, le modèle d'une concurrence pure et parfaite est une illusion pour des économies ne mettant plus en œuvre les lois antitrust comme au début du XXe siècle aux États-Unis : « juguler le pouvoir de marché n'est pas seulement une question d'économie.  Il ne s'agit pas seulement de la capacité à augmenter les prix, à baisser les salaires ou à exploiter par d'autres  moyen les consommateurs et les travailleurs. Le pouvoir de marché [...] se mue en pouvoir politique ».
Les entreprises recherchent tous les moyens pour ériger des barrières à l'entrée dans leur secteur comme des « douves autour d'un château ». Citant Warren Buffet dans sa déclaration devant la commission d'enquête  sur la crise financière « le facteur le plus important quand on évalue une entreprise,  c'est son pouvoir de fixer les prix. Si elle peut augmenter ses prix sans perdre d'activité au profit d'un concurrent,  elle est très bonne ».

## Mesure du pouvoir de marché
On peut donner une définition économique précise de la puissance sur le marché, mais il est difficile de la mesurer concrètement.
En matière de concurrence, le pouvoir de marché est déterminé à l’aide d’une analyse structurelle du marché, notamment du calcul des parts de marché, qui oblige à examiner s’il existe d’autres producteurs des mêmes produits ou de produits substituables (substituabilité). L’analyse d’un pouvoir de marché doit également apprécier les barrières à l’entrée ou à l’expansion (Barrières à l’entrée) et le degré d’innovation. Elle peut par ailleurs faire intervenir des critères qualitatifs, tels que les ressources financières, l’intégration verticale ou la gamme de produits de l’entreprise concernée.
- L’une des méthodes proposées est l’indice (ou critère) de Lerner, qui permet de calculer de combien le prix dépasse le coût marginal. Cette différence peut-être exprimée en pourcentage du prix fait par le monopole.
- Cependant, comme il est difficile de mesurer en pratique le coût marginal, une alternative consiste à effectuer ce calcul par rapport au coût variable moyen.
- Une autre solution consiste à mesurer l’élasticité de la demande par rapport au prix pour l’entreprise, puisque cette élasticité est liée à la marge prix-coût (bénéficiaire) de l’entreprise et à sa capacité à relever ses prix. Le calcul de cette élasticité pose néanmoins de nombreux problèmes. L’exercice effectif ou potentiel d’une puissance sur le marché permet de savoir si l’on se trouve en présence d’atteintes substantielles à la concurrence ou si de telles atteintes risquent de se produire.

Aux États-Unis et au Canada, les autorités compétentes chargées des fusions procèdent à cet égard de la manière suivante : elles examinent si, après fusion, les entreprises concernées pourront relever durablement leurs prix au-delà d’un certain seuil (par exemple 5 ou 10 pour cent, le chiffre variant selon le cas) sans provoquer l’entrée de nouvelles firmes ou la production de substituts. Cette capacité de majoration des prix est déterminée au moyen d’une analyse détaillée de la structure quantitative et qualitative du marché et des paramètres de comportement des entreprises.